# Université Concordia (Texas)
L'université Concordia (en anglais : Concordia University Texas) est une université privée luthérienne située au nord-ouest d'Austin au Texas. Elle fut fondée en 1926 sous le nom de Lutheran Concordia College of Texas. Elle fait partie du Système des universités Concordia.